# Вавилон (ручей)
Вавило́н — ручей в районе Хамовники Центрального административного округа Москвы, левый приток Москвы-реки. Низовья засыпаны, верховья убраны в подземный коллектор.

## Описание
Длина открытого русла раньше составляла 2,7 км. Исток находился в колодце «Вавилон» у Новодевичьего монастыря. Водоток проходил по территории Лужников, через болотистую местность Кочки. Река протекала через Комсомольский проспект и Малое кольцо Московской железной дороги. В нижнем течении Вавилон занимал прежнее русло Москвы-реки и протекал параллельно её течению, вдоль Фрунзенской набережной. Вероятно, ручей убрали в коллектор в начале XIX века, когда проводили осушение и застройку прибрежной территории. На плане города 1811 года водоток уже не показан.

## Происхождение названия
В Сибири вавилонами называли изгибы реки. Свой гидроним ручей получил от одноименного колодца «Вавилон». Вероятно, его название объясняется связью с библейским Вавилоном. По преданию, изначально Новодевичий монастырь заложили на месте, из которого вдруг стал бить сильный ключ, из-за него строительство перенесли, а на источник положили плиту, позднее на этом месте заложили часовню. На рубеже XVIII—XIX веков эту часовню митрополит Платон (Левшин) передал кремлёвскому Чудову монастырю.
В 1921 году одна пожилая монахиня так объясняла происхождение гидронима:
Вавилонским-то он назван потому, что как Вавилонскую башню не достроили, так и тут: начали строить монастырь и ключ помешал.